# Bandera de Guils de Cerdanya
La bandera oficial de Guils de Cerdanya té la següent descripció:
Bandera apaïsada, de proporcions dos d'alt per tres de llarg, vermella, amb una estrella groga de vuit puntes al centre, de diàmetre 1/3 de l'alçària del drap; al seu voltant i en cercle, vuit estrelles de cinc puntes grogues, de diàmetre 1/9 i separades de la central per la mateixa distància.
Va ser aprovada el 21 d'octubre de 2005 i publicada en el DOGC el 28 de novembre del mateix any amb el número 4519.